# Circulifer tenellus
Espèce
Circulifer tenellus (la cicadelle de la betterave) est une espèce d'insectes hémiptères de la famille des Cicadellidae, originaire du bassin méditerranéen.
Cet insecte polyphage attaque diverses espèces de plantes, dont la betterave et les agrumes (genre Citrus).
Il est le vecteur d'agents pathogènes, tel le virus de l'enroulement apical de la betterave (BCTV, Beet curly top virus) ou Spiroplasma citri, bactérie mollicute, agent du stubborn des agrumes chez les plantes du genre Citrus.